# Reitia Chasma
Il Reitia Chasma è una struttura geologica della superficie di Venere.